# Jerzy Poczobut
Jerzy Poczobut (ur. 27 kwietnia 1951 w Sochaczewie) – polski prawnik, profesor nauk prawnych, radca prawny, nauczyciel akademicki, profesor zwyczajny Uniwersytetu Warszawskiego, specjalista w zakresie prawa cywilnego, prawa handlowego i prawa międzynarodowego prywatnego.

## Życiorys
Jest synem Władysława i Zofii z domu Klat Poczobutów. W latach 1969–1973 odbył studia prawnicze na Wydziale Prawa i Administracji Uniwersytetu Warszawskiego. W 1976 został nauczycielem akademickim na tym wydziale. W 1980 na podstawie rozprawy pt. Umowy kooperacji z firmami kapitalistycznymi (wybrane zagadnienia prawne) otrzymał stopień naukowy doktora nauk prawnych i został powołany na stanowisko adiunkta. W 1995 na podstawie dorobku naukowego oraz rozprawy pt. Umowa leasingu w prawie krajowym i międzynarodowym uzyskał stopień doktora habilitowanego nauk prawnych, po czym w 1996 został profesorem nadzwyczajnym UW. W 2006 prezydent RP nadał mu tytuł naukowy profesora nauk prawnych, a na Uniwersytecie Warszawskim objął stanowisko profesora zwyczajnego.
W latach 1987–1999 i 2008–2012 był wicedyrektorem Instytutu Prawa Międzynarodowego WPiA UW, a w latach 1999–2002 i ponownie od 2012 jego dyrektorem. Od 1993 jest kierownikiem Zakładu Międzynarodowego Prawa Prywatnego i Handlowego WPiA UW. Od 2004 zasiada w Radzie Naukowej Instytutu Prawa Cywilnego WPiA UW.
Odbył aplikację sędziowską w Sądzie Wojewódzkim w Warszawie i zdał egzamin sędziowski (1975–1977). W latach 1980–1986 był doradcą, a później radcą prawnym w Polskiej Izbie Handlu Zagranicznego. Od 1986 wykonuje zawód radcy prawnego kancelariach prawniczych i jest arbitrem w arbitrażu krajowym i międzynarodowym.
Odbył kurs prawa amerykańskiego w Lejdzie (1982), stypendia w: Max-Planck Institut für Ausländisches und internationales Privatrecht w Hamburgu (1984–1986), Institute suisse de droit comparé w Lozannie (1992, 1995), Wolnym Uniwersytecie w Berlinie (1997).

## Życie prywatne
W 1976 zawarł związek małżeński z Anną Guranowską. Jest ojcem Ireny i Krzysztofa.

## Członkostwo w korporacjach naukowych i gremiach eksperckich
- członek Komisji Ekspertów ds. Opracowania Kodeksu Handlu Międzynarodowego (1977–1981)
- członek Grupy Roboczej do Zagadnień Stosunków Prawnych Obrotu Międzynarodowego, działającej w ramach Komisji ds. Reformy Prawa Cywilnego (1987–1988)
- ekspert i konsultant Komisji Kodyfikacyjnej Prawa Cywilnego przy Ministrze Sprawiedliwości (od 1997)
- członek Komisji Dyscyplinarnej I Instancji powołanej przez Ministra Nauki i Szkolnictwa Wyższego w kadencji 2015–2018[2]

## Członkostwo w kolegiach redakcyjnych
- członek Rady Redakcyjnej „Polish Yearbook of International Law” (od 1993)
- członek komitetu redakcyjnego „Problemów Prawa Prywatnego Międzynarodowego” (od 2007)
- członek rady naukowej E-Przeglądu Arbitrażowego (od 2012)[2]

## Odznaczenia i nagrody
- pierwsza nagroda w ogólnopolskim konkursie miesięcznika „Państwo i Prawo” na najlepszą rozprawę doktorską (1981)
- nagroda Ministra Edukacji Narodowej za rozprawę habilitacyjną (1996)
- odznaczenie Medalem Uniwersytetu Warszawskiego (2008)
- Złoty Medal za Długoletnią Służbę (2010)[2]
- Srebrny Krzyż Zasługi (2023)[4]